# Hydnophytum microphyllum
Hydnophytum microphyllum är en måreväxtart som beskrevs av Odoardo Beccari. Hydnophytum microphyllum ingår i släktet Hydnophytum och familjen måreväxter. Inga underarter finns listade i Catalogue of Life.